# Hook Island (ö i Australien)
Hook Island är en ö i Australien. Den ligger i kommunen Whitsunday och delstaten Queensland, omkring 920 kilometer nordväst om delstatshuvudstaden Brisbane. Arean är 56 kvadratkilometer. Den sträcker sig 13,2 kilometer i nord-sydlig riktning, och 9,0 kilometer i öst-västlig riktning.
I omgivningarna runt Hook Island växer i huvudsak städsegrön lövskog. Savannklimat råder i trakten. Genomsnittlig årsnederbörd är 1 584 millimeter. Den regnigaste månaden är februari, med i genomsnitt 422 mm nederbörd, och den torraste är oktober, med 17 mm nederbörd.